# Ptychopyxis javanica
Ptychopyxis javanica là một loài thực vật có hoa trong họ Đại kích. Loài này được (J.J.Sm.) Croizat miêu tả khoa học đầu tiên năm 1942.